# Geelflanktijger
De geelflanktijger (Nephrotoma flavescens) is een tweevleugelige uit de familie van de langpootmuggen (Tipulidae). De soort komt voor in het Palearctisch en Nearctisch gebied.

## Kenmerken
Hij heeft de volgende kenmerken:
- Het midden van de rug van het borststuk heeft een smalle, matte rand.
- Het omgebogen deel van de zijlijn is mat. De zijkanten van het achterlijf hebben duidelijk gescheiden zwarte vlekjes of zijn bijna volledig geel.
- De vlek op de kop is ronder dan bij de zandtijger.